# Misfit (Film)
Misfit (englisch für „Außenseiter, Unangepasste“) ist eine deutsche Komödie des Regisseurs Erwin van den Eshof aus dem Jahr 2019 und ein Remake des gleichnamigen niederländischen Films aus dem Jahr 2017. Die Sängerin Selina Mour spielt die Hauptrolle. Der Film kam am 14. März 2019 in die Kinos.

## Handlung
Julia Möller lebt zusammen mit ihren Eltern in Amerika. Dort führt sie ein erfülltes Leben, das ab jetzt ein Ende hat. Sie soll zurück mit ihren Eltern nach Deutschland ziehen. An ihrem ersten Schultag am Humboldt-Gymnasium wird ihr allerdings schnell bewusst, dass sie nicht bei allen erwünscht ist. Die beliebteste Clique der Schule, die VIP Squad, macht ihr das Leben zur Hölle. Ab diesem Tag hat Julia einen neuen Spitznamen: Misfit. Im Laufe der Zeit lernt sie noch andere Außenseiter kennen, die mit ihr auf einer Wellenlänge sind und sich als neue Freunde beweisen. Jedes Jahr findet der Schulwettbewerb „Humboldts Supertalent“ statt und es besteht für Julia die große Chance, ihr altes Leben zurückzugewinnen – Flugtickets nach Amerika. Sie steht vor der großen Entscheidung, ob sie in ihr perfektes Leben zurückkehren oder bei ihren neugewonnenen Freunden in Deutschland bleiben soll.

## Hintergrund
Misfit wurde im Jahr 2018 von der Produktionsgesellschaft Splendid Studios in Amsterdam gedreht. Ein Großteil der Darsteller sind Influencer und bekannt durch die Plattformen YouTube, Instagram und TikTok.

## Einspielergebnis
Misfit verkaufte über seine gesamte Kinolaufzeit insgesamt 155.482 Tickets verkauft und spielte 1.113.498 € an der Kinokasse ein.